# Митохондриальные заболевания
Митохондриа́льные заболева́ния — группа наследственных заболеваний, связанных с дефектами в функционировании митохондрий, приводящими к нарушениям энергетических функций в клетках эукариот, в частности, человека. На 2021 год известно более 350 генов, приводящих к таким заболеваниям.

## Общие сведения
Митохондриальные заболевания обусловлены генетическими, структурными, биохимическими дефектами митохондрий, приводящими к нарушениям тканевого дыхания. Они передаются только по женской линии к детям обоих полов, так как сперматозоиды передают зиготе половину ядерного генома, а яйцеклетка поставляет и вторую половину генома, и митохондрии. Патологические нарушения клеточного энергетического обмена могут проявляться в виде дефектов различных звеньев в цикле Кребса, в дыхательной цепи, процессах бета-окисления и так далее.
Не все ферменты и другие регуляторы, необходимые для эффективного функционирования митохондрий, кодируются митохондриальной ДНК. Большая часть митохондриальных функций контролируется ядерной ДНК.
Можно выделить две группы митохондриальных заболеваний:
- Ярко выраженные наследственные синдромы, обусловленные мутациями генов, ответственных за митохондриальные белки (синдром Барта, синдром Кернса — Сейра, синдром Пирсона, синдром MELAS, синдром MERRF и другие).
- Вторичные митохондриальные заболевания, включающие нарушение клеточного энергообмена как важное звено формирования патогенеза (болезни соединительной ткани, синдром хронической усталости, гликогеноз, кардиомиопатия, мигрень, печёночная недостаточность, панцитопения, а также гипопаратиреоз, диабет, рахит и другие).

## Наследование митохондриальных болезней
Митохондрии наследуются иначе, чем ядерные гены. Ядерные гены в каждой соматической клетке обычно представлены двумя аллелями (за исключением большинства сцепленных с полом генов у гетерогаметного пола). Один аллель унаследован от отца, другой от матери. Однако митохондрии содержат собственную ДНК, причем в каждой митохондрии человека обычно содержится от 5 до 10 копий кольцевой молекулы ДНК (см. Гетероплазмия), и все митохондрии наследуются от матери. Когда митохондрия делится, копии ДНК случайным образом распределяются между её потомками. Если только одна из исходных молекул ДНК содержит мутацию, в результате случайного распределения такие мутантные молекулы могут накопиться в некоторых митохондриях. Митохондриальная болезнь начинает проявляться в тот момент, когда заметное число митохондрий во многих клетках данной ткани приобретают мутантные копии ДНК (пороговая экспрессия).
Мутации в митохондриальной ДНК происходят, по разным причинам, намного чаще, чем в ядерной. Это означает, что митохондриальные болезни достаточно часто проявляются из-за спонтанных вновь возникающих мутаций. Иногда темп мутирования увеличивается из-за мутаций в ядерных генах, кодирующих ферменты, которые контролируют репликацию ДНК митохондрий.

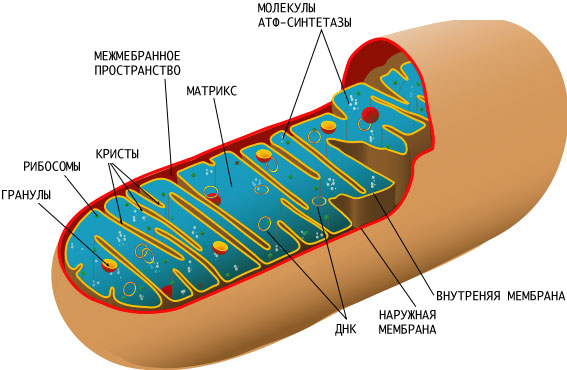
Схема строения митохондрии. Сложная структура митохондрии и наличие собственной кольцевой хромосомы, кодирующей некоторые компоненты митохондрии, усложняет выяснение причин митохондриальных заболеваний

### Дефекты и симптомы
Эффекты митохондриальных заболеваний очень разнообразны. Из-за различного распределения дефектных митохондрий в разных органах мутация у одного человека может привести к заболеванию печени, а у другого — к заболеванию мозга. Величина проявления дефекта может быть большой или малой, и она может существенно изменяться, медленно нарастая во времени. Некоторые небольшие дефекты приводят лишь к неспособности пациента выдерживать физическую нагрузку, соответствующую его возрасту, и не сопровождаются серьёзными болезненными проявлениями. Другие дефекты могут быть более опасны, приводя к серьёзной патологии.
В общем случае митохондриальные заболевания проявляются сильнее при локализации дефектных митохондрий в мышцах, мозге, нервной ткани, поскольку эти органы требуют больше всего энергии для выполнения соответствующих функций.
Несмотря на то, что протекание митохондриальных заболеваний сильно отличаются у разных пациентов, на основании общих симптомов и конкретных мутаций, вызывающих болезнь, выделено несколько основных классов этих заболеваний.

## Типы заболеваний
Помимо относительно распространённой митохондриальной миопатии, встречаются:
- митохондриальный сахарный диабет, сопровождающийся глухотой (DAD, MIDD, синдром MELAS) — это сочетание, проявляющееся в раннем возрасте, может быть вызвано мутацией митохондриального гена MT-TL1, но сахарный диабет и глухота могут быть вызваны как митохондриальными заболеваниями, так и иными причинами;
- наследственная оптическая нейропатия Лебера (LHON), характеризующаяся потерей зрения в раннем пубертатном периоде;
- Синдром Вольфа — Паркинсона — Уайта Синдром WPW не относится к митохондриальным миопатиям;
- синдром Лея (Leigh) или подострая некротизирующая энцефаломиопатия : после начального нормального постнатального развития болезнь проявляется обычно в конце первого года жизни, иногда — во взрослом возрасте. Болезнь сопровождается быстрой потерей функций организма и характеризуется судорогами, нарушенным состоянием сознания, деменцией, остановкой дыхания;
- нейропатия, атаксия, retinitis pigmentos и птоз en:Neuropathy, ataxia, retinitis pigmentosa, and ptosis (NARP): прогрессирующие симптомы нейропатии, атаксии, туннельное зрение и потеря зрения, птоз, деменция;
- митохондриальная нейрогастроинтенстинальная энцефалопатия en:Mitochondrial neurogastrointestinal encephalomyopathy (MNGIE): гастроинтестинальная псевдообструкция и кахексией, нейропатия, энцефалопатия с изменениями белого вещества головного мозга.

## Диагностика
Для постановки диагноза митохондриального заболевания важен комплексный генеалогический, клинический, биохимический, морфологический и генетический анализ.
Морфологическое исследование в первую очередь включает в себя феномен рваных, или шероховатых, красных волокон, — мозаично разбросанных скелетно-мышечных волокон с аномальными скоплениями митохондрий под сарколеммой и между миофибриллами. Митохондрии сильно увеличены в размерах, кристы дезорганизованы.

## Эпидемиология
Изначально мутации мтДНК считались крайне редкими, однако исследование 3000 здоровых новорожденных на 10 наиболее известных патогенных мутаций, проведённое в 2008 году, выявило таковые у одного человека из 200. «Горячей точкой» в мтДНК оказалась позиция 3243, здесь часто происходит замена A-G, изменяющая функционирование гена MT-TL1.

## Предотвращение заболеваний при оплодотворении с помощью трёх ДНК
Наследственные неизлечимые заболевания можно избежать по методу оплодотворения с помощью трёх ДНК.

## Лечение
В настоящее время лечение митохондриальных заболеваний находится в стадии разработки, но распространённым терапевтическим методом служит симптоматическая профилактика с помощью витаминов. Также в качестве одного из методов применяются пируваты. В настоящее время наиболее успешным считается применение дихлорацетата для уменьшения лактоацидоза у больных MELFS.

### Диетотерапия
Диета составляется в зависимости от патогенеза. При нарушении транспорта и окисления жирных кислот рекомендуется частое и дробное питание со снижением калорийности пищи. При нарушении обмена пирувата для восполнения дефицита ацетил-КоА используется кетогенная диета. При дефиците и (или) снижении активности ферментов цикла Кребса применяется частое кормление. При дефиците дыхательной цепи окислительного фосфорилирования снижают количество углеводов.

### Редокс-терапия
Введение коэнзима Q10 или его аналога идебинона, сукцината, витамина К3, В1, В2, С, дихлорацетата, L-карнитина.

### Антиоксидантная терапия
Витамин Е, С, тиоловые препараты, спиронолактон.

### Ингибиторы пор митохондриальной проницаемости
Циклоспорин А и препараты, связывающиеся с бензодиазепиновыми рецепторами.
В настоящее время проводятся экспериментальные работы по изучению возможности экстракорпорального (in vitro) оплодотворения с использованием химерной яйцеклетки, ядро которой получено из яйцеклетки пациентки с митохондриальным заболеванием, а цитоплазму из другой яйцеклетки от женщины с нормально функционирующими митохондриями (замена ядра). В октябре 2016 года в Гвадалахаре (Мексика) родился первый ребёнок от трёх родителей. Операцию провели сотрудники одной из нью-йоркских клиник.
В январе 2017 года СМИ сообщили о рождении ребёнка от трёх родителей на Украине. Подобные клинические эксперименты запрещены не только в странах ЕС, но и в России.

### На русском языке
- Зозуля Ю. А., Черченко А. П. Митохондриальные заболевания центральной нервной системы: резюме  (недоступная ссылка), полный текст на украинском языке

### На английском языке
- Mito Information (англ.) на сайте en:Muscular Dystrophy Association
- Genetics home reference (англ.) Архивная копия от 21 октября 2007 на Wayback Machine — обзор на сайте NLM
- Overview (англ.) на сайте Университет Вашингтона в Сент-Луисе